# Revolution Revolución

Revolution Revolución est le premier album du groupe de métal Ill Niño sorti en 2001.

## Liste des chansons
1. God Save Us - 3:39
2. If You Still Hate Me - 2:55
3. Unreal - 3:33
4. Nothing's Clear - 3:22
5. What Comes Around - 3:46
6. Liar - 3:31
7. Rumba - 3:35
8. Predisposed - 4:13
9. I Am Loco - 3:30
10. No Murder - 3:21
11. Rip Out Your Eyes - 2:49
12. Revolution/revolución - 3:30
13. With You - 3:57